# Романтизм

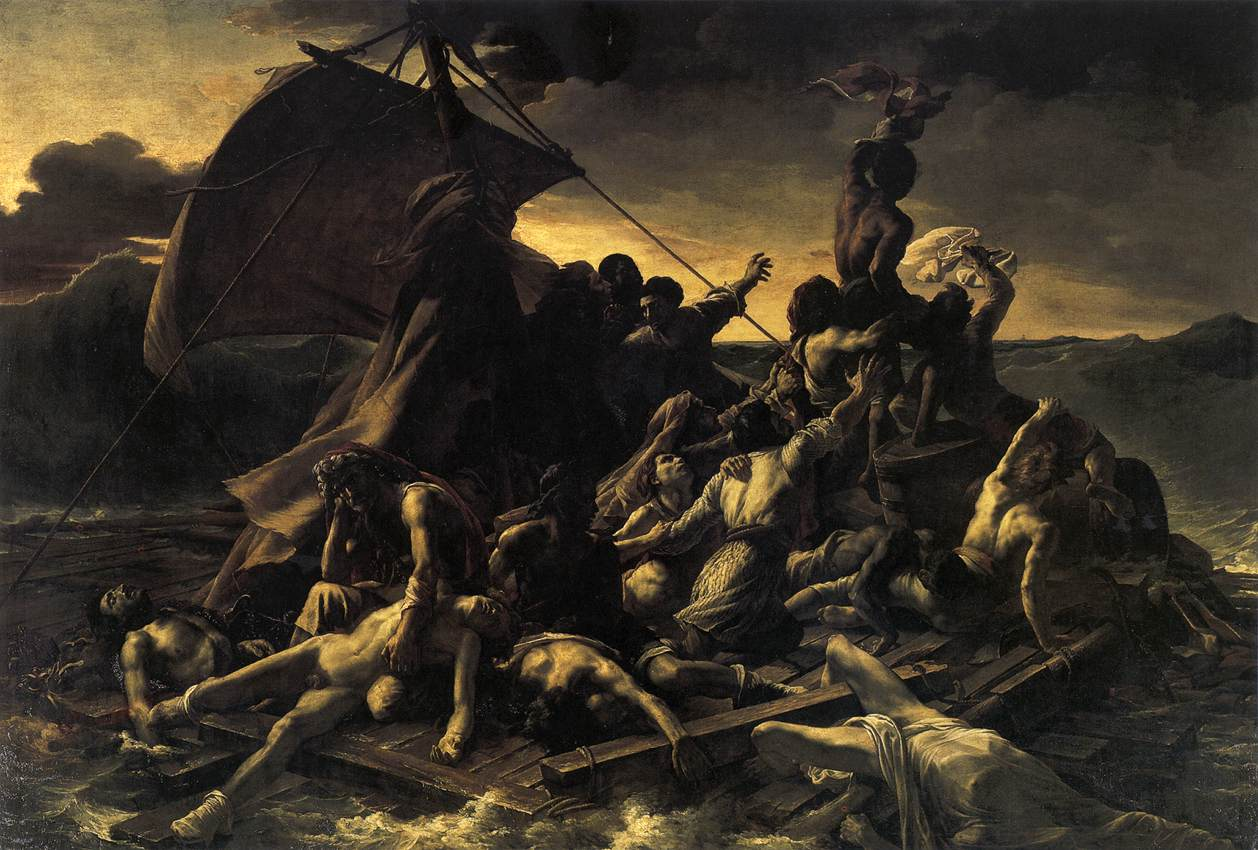
Теодор Жеріко, «Пліт Медузи», 1819, Лувр

Романтизм — ідейний і художній напрям в європейській і американській культурі кінця XVIII століття — першої половини XIX століття, характеризується утвердженням самоцінності духовно-творчого життя особистості, зображенням сильних (найчастіше бунтарських) пристрастей і характерів, одухотвореною і цілющої природи.  Поширилося на різні сфери діяльності людини.  У XVIII столітті романтичним називали все дивне, мальовниче і існуюче в книгах, а не в дійсності.  На початку XIX століття романтизм став позначенням нового напрямку, протилежного класицизму і Просвітництва.

## Історія
Філософський напрям романтизму, сформувавшись майже одночасно в Англії і Німеччині в другій половині 80-х років XVIII ст., постав як реакція на обмеженість класицизму і раціоналістичності Просвітництва, став «реакцією чуття проти надто механічних соціальних теорій і надто тісної регламентації». Найбільшого розвитку він набув у Німеччині, де його засновниками були А. Шлегель та Ф. Шлегель, Л. Тік, Ф. Гарденберг (Новаліс), до яких приєдналися Ф.-В.-Й. Шеллінг, Ф.-Д.-Е. Шлаєрмахер, Й.-Г. Гаман, Г. Гейне, Й.-В. Гете, Й.-Г. Гердер, Г.-Е. Лессінг, Й.-Ф. Шиллер, Ф. Г. Якобі, котрі утверджували культ почуттів і творчого екстазу, любові, містичний культ природи, релігійність переживань та ідеалізацію минулого, а також ідею розвитку єдності світу, пантеїстичного світосприйняття з його обожненням природи, історичного підходу до природи, культури і суспільного розвитку як історії людства, розуміння суспільства як органічної цілісності, відповідальності людини перед людством.
У Франції про штучність «перевдягання» суспільства XVIII сторіччя в античні шати першою заявила Жермена де Сталь. Вона закликала повернутися зі світу «ідеальних героїв» давнини до почуттів і переживань сучасної, «справжньої» людини.
Характерними ознаками романтизму є заперечення раціоналізму, відмова від суворої нормативності в художній творчості, культ почуттів людини; увага до особистості, її індивідуальних рис; неприйняття буденності й звеличення «життя духу»; наявність провідних мотивів самостійності, світової скорботи (національної туги) та романтичного бунту, нескореності, історизму та захоплення фольклором.
Улюбленим героєм романтиків був одинак, людина пристрасна і недосконала, яка діє в надзвичайних обставинах, змінює себе та життя навколо, і навіть свою загибель перетворює на перемогу незламного духу. Взірці для наслідування послідовники романтизму шукали вже не в античності, а в Середньовіччі, захоплювалися народними звичаями та іншими проявами «національного духу».

## Виникнення
Романтизм, що виник після французької революції, в умовах утверджуваного на зламі XVIII–XIX століть абсолютизму, був реакцією проти раціоналізму доби Просвітництва і застиглих форм, схем і канонів класицизму та подекуди проти сентименталізму. Філософську базу романтизму заклав німецький філософ Фрідріх Шеллінг. Визначальними для романтизму стали ідеалізм у філософії і культ почуттів, а не розуму, звернення до народності, захоплення фольклором і народною мистецькою творчістю, шукання історичної свідомості й посилене вивчення історичного минулого, інколи втеча від довколишньої дійсності в ідеалізоване минуле або у вимріяне майбутнє чи й у фантастику. Романтизм призвів до вироблення романтичного світогляду та романтичного стилю і постання нових літературних жанрів — балади, ліричної пісні, романсової лірики, історичних романів і драм.
Романтизм співіснував з пізнім класицизмом, академізмом. Мав впливи на сучасні йому:
- Історичний живопис
- портрет
- гравюру
- архітектуру
- музику
- літературу

### Історичні передумови

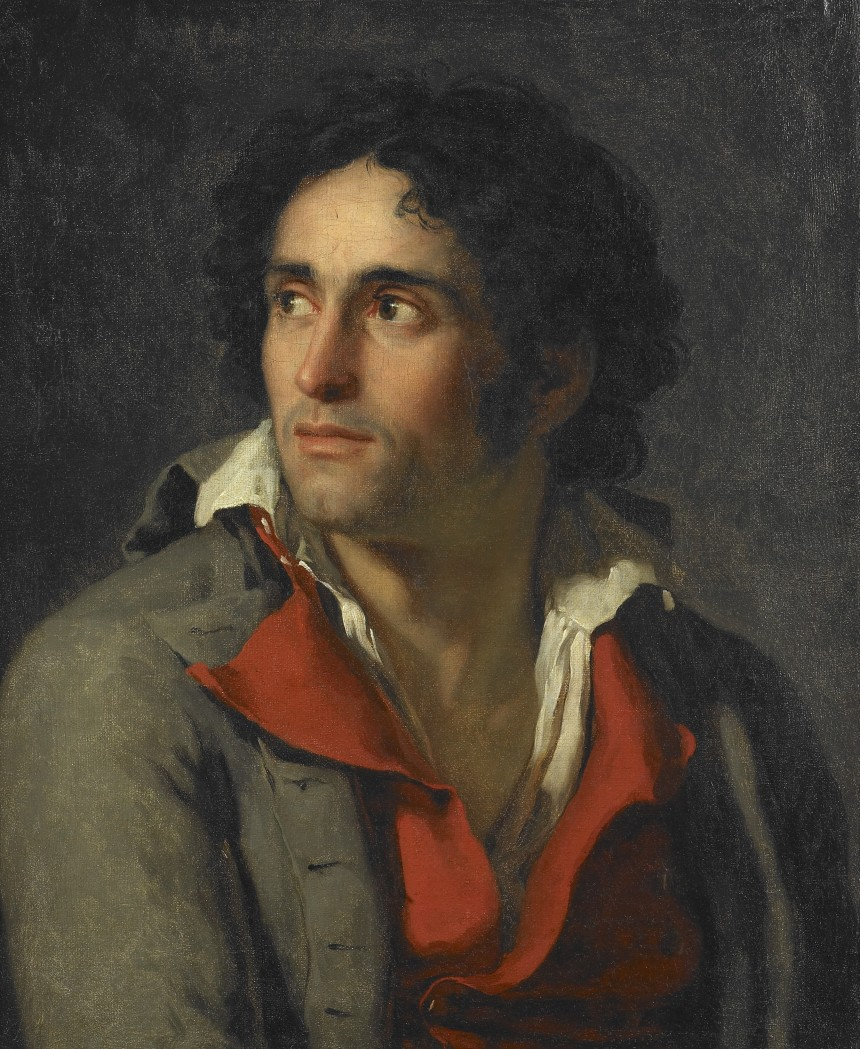
Жак-Луї Давід. «Вартовий художника в ув'язненні», 1794 рік.

Романтизм сформувався на тлі суспільної кризи, як прояв незгоди з тенденціями кінця XVIII ст. Вже тоді почалися процеси проторомантизму в мистецтві Франції (особлива схвильованість в деяких портретах, потяг до незвичних ситуацій, прихід в мистецтво представників народу без ідеалізації їх бідності, їх соціального стану). Особи з соціального низу піднімаються до рівня учасників історичного процесу попри монополію аристократії на політику і культуру.
В Європі буржуазія стає окремою соціально-політичною силою, внаслідок чого змінилася структура суспільства, зруйнувалися традиції спадкової монархічної влади. Відбулася низка революцій, що призвело до формування конституційної монархії або до відновлення республіканського правління. У 1649 відбулася революція в Англії, в 1789 — революція у Франції. Негатив революційних змін (страти, голод, військові дії, політична нестабільність) призвели до бажання втекти від реальності, бо вплинути на неї не було можливості.
Посилилася роль міст, зросли їхні розміри. Це викликало потяг до первинного стану людини, до природи і малої залежності пересічного громадянина від утисків суспільства.
Першою особою епохи, що значно вплинула як на політичні, так і на мистецькі події того часу, став Наполеон Бонапарт, що особистим прикладом продемонстрував важливість особистої ініціативи, дієвості. 18 червня 1815 року Наполеон програв битву при Ватерлоо, після чого його примусили зректися престолу й ізолювали на острів Св. Єлени (практично запроторили у перше ув'язнення).
Теоретично життя для особи-романтика також будується на яскравих контрастах і шалених змінах в настроях (або в біографії).
Церква і надалі втрачає свої позиції в суспільстві, формується чисто світська культура XIX століття.
У 1804 році, коли Наполеон став французьким імператором, Німеччина лишалася політично відсталою країною, в якій панувала феодальна роздробленість, кріпацтво, середньовічне законодавство. Раніше низка німецьких князівств воювали проти революційної Франції. У 1805 р. імператор Австрії Франц ІІ покинув престол. В липні 1806 р. Священна Римська імперія припинила існування, замість неї проголосили Рейнський союз.
У Франції в 1789 році особиста залежність селян, деякі дворянські привілеї й церковна десятина були скасовані. 26 серпня 1789 року прийнята «Декларація прав людини і громадянина». В липні 1790 року введено цивільний шлюб. У вересні 1791 року приймається перша Конституція.
У 1792 році Англія вступила в війну Французької республіки і Бельгії. У 1797 році до війни з Францією додалися внутрішні народні заворушення, заколот матросів.
В Ірландії продовжуються виступи проти англійської колоніальної влади. Незважаючи на це, у 1799 році англійський і ірландський парламент було офіційно об'єднано.
В Італії виникає ідея національної єдності, що призвело до політичного об'єднання Апеннінського півострова. У 1799 році Наполеон узяв на себе титул короля Італії. Попри те, що відносну політичну самостійність незабаром було втрачено, ідея єдності італійців продовжувала розвиватися і реалізувалася зі створенням об'єднаного королівства Італії.

## Загальна характеристика
Романтизм змінює епоху Просвітництва і збігається з промисловою революцією, відзначену появою парової машини, паротяга, пароплава, фотографії та фабрично-заводських околиць. Якщо Просвітництво характеризується культом розуму і заснованої на його засадах цивілізації, то романтизм стверджує культ природи, почуттів і природного в людині. Саме в епоху романтизму оформлюються феномени туризму, альпінізму і пікніка, покликані відновити єдність людини і природи. Затребуваним виявляється образ «благородного дикуна», озброєного «народною мудрістю» і не зіпсованого цивілізацією...

## Філософія романтизму
Романтична філософія склала вагому альтернативу Просвітництву і розвинутому з неї лібералізму, на адресу котрих вже у кінці XVIII — початку XIX ст. було кинуто декілька звинувачень, серед яких, наприклад, звинувачення в механічному підході до держави, який перетворював її на машину, байдужу до особливостей людей, не визнавав її як національну форму організації.

Ідучи суперечливими шляхами в інших своїх аспектах, романтична філософія залишалася єдиною в головному — в ідеї держави як форми існування традиції, що сполучає минуле, сьогодення і майбутнє. Причому, згідно з думкою німецького історика і політика Юстуса Мезера, ця форма є єдність в множинності органічних взаємозв'язків, де ціле потребує своїх частин і навпаки. Таким чином, на відміну від лібералів, в романтичному світогляді індивід не розчиняється в загальній волі, але реалізує свою особу в загальному дусі, в який він робить свій вклад і який відображається в ньому самому.

«Свобода, що веде народ», 1830, Лувр, Париж

 Професор Жак Барзун відзначав, що не можна вважати романтизм бунтом проти розуму: це бунт проти раціоналістичних абстракцій.
Йоганн Готфрід Гердер, що отримав надалі звання «німецького просвітника», зробив ще один крок, проголосивши, що не може бути універсальних «найкращих форм держави», а кожен народ несе «в собі свої норми права, свої представлення про щастя», які відрізняють цей народ від інших як і його мова, що диктує особливості мислення. Народи — це думки Бога. А форми держави залежать від самобутності народу, його характеру. Більше того, природна держава — це один народ з одним національним характером, з однією мовою, що виражає душу нації. Універсалістська ліберальна утопія, таким чином, неспроможна. 
Все ж романтикам ближче були культурні, а не політичні ідеї, тому національну спільність вони бачили розпливчато, обмежуючись швидше благими деклараціями, ніж дослідженнями. Так, Леопольд фон Ранке вважав, що національний геній (суть нації) діє швидше неусвідомлено і говорити про нього безглуздо, а практичне завдання полягає в тому, щоб діяти у згоді з Вітчизною і предками. Головною для романтиків була держава, гідності якої не ставилися під сумнів, а нація сприймалася швидше через фольклор і епізоди історії (міф минулої величі), що ідеалізувалися.
Йоганн Фіхте писав, що вільний і вірить у свою і чужу свободу лише той, чиє життя «своїм безпосереднім становленням зобов'язане Богу». Свобода, що зрозуміла як занурення у власну чуттєвість, насправді не звільняє від зовнішньої детермінації. Це свобода видимості. А справжнім явище свободи можливе лише там, де божественне осягнулося у рамках мови, що об'єднує чуттєве і надчуттєве — тобто, у рамках нації.
У філософії романтизму знайшли своє оригінальне продовження ідеї природного права, адже вона виступала з обґрунтуванням права народів на вільний самобутній розвиток природних форм життя та культурних національних традицій. Крім того, необхідно відзначити певну співзвучність ідей романтизму з ідеями природного права на людську гідність і національне самовизначення. Річ у тому, що формування романтичного світогляду в Європі збіглося в часі з конституюванням європейських народів у нації. Для духовних еліт поневолених народів постала нагальна потреба обґрунтувати право нації на незалежне існування. Романтизм став тією історично-культурною епохою, яка своєю ідеологією сформувала духовно-смисловий вектор ХІХ ст., виражений прагненнями націй до самодостатнього існування. Шлях до обґрунтування національної самодостатності патріотичні еліти вбачали у зверненні до історичних коренів народу і його історичної тяглості та їх подальшої маніфестації.
Такі погляди в руслі традицій природного права стали підґрунтям для розвитку ідеї національної самобутності в українському романтизмі.
Український романтизм виникає внаслідок суспільно-політичної кризи в Україні кінця XVIII — початку XIX ст. і базувався на власних філософських засадах, виріс на дещо іншому соціальному ґрунті, ніж західноєвропейський, бо живився традиціями української дійсності.
На противагу раціоналістському принципові абсолютистської монархії як породженню нівелюючого розуму, що придушує природне право народів на розвиток свого «духу», в українській філософській думці до ідеалу підносяться «вольності козацького народу» як втілення свободи й демократичних форм національного життя. В боротьбі пригнобленої національності за право національного розвитку, проти денаціоналізаторських тенденцій панівної нації ідеалізація старовини, національна романтика є тим історичним аргументом, що має довести право цієї нації на самостійне існування в нових історичних обставинах. Саме за цих умов романтичний тип художньої творчості дістає сприятливі можливості для свого розвитку та відіграє велику роль у формуванні національної свідомості.
Романтичний світогляд виразно проявляється у надзвичайно великій увазі мислителів-романтиків до людини, її внутрішнього духовно-душевного світу, її суб'єктивності, в ідеї захисту унікально-окремішного буття (людини, нації, національно-культурних феноменів тощо). В центрі уваги проблема індивідуальної свободи як право людини, народу на самовизначення і яка є засадою культурного, політичного, правового розквіту нації.
Із ідеї єдності людини, народу, природи і світу романтики виводять ідею природно-правових засад людського буття, ідею невідчужуваності природних прав людини. Український філософський романтизм захищає такі природні права людини як: право на життя, на самовизначення, на гідність, на честь, повагу до себе, на мову батьків, знання, освіту, віру, працю, приватну власність, політичний вибір тощо. Ці ідеї звучать в «Історії Русів», у творах Миколи Гоголя, кирило-мефодіївців, Т.Шевченка, О. Потебні, П. Куліша та ін. Особливо велика увага звертається на природне право людини на національно-культурний розвиток, збереження національної ідентичності.
Трактування змісту природного права в українському філософському романтизмі постає формою втілення і вираження принципу природної (божественної) справедливості, добра, свободи, рівності тощо. Ідея збереження, захисту, ствердження нації як колективної форми існування Духа, ланки космічного буття, що зв'язує людину і Всесвіт, простежується в творчості усіх відомих українських романтиків, таких як М. Костомаров, П. Куліш, Т. Шевченко та ін.
У першій половині ХІХ ст. романтизм просякнув усі сфери інтелектуальної діяльності людини. Загалом можна виокремити основні риси які були притаманні романтизмові як культурно-історичній епосі: ідеалізація минулого як періоду гармонії та стабільності у суспільстві; увага до індивідуального, суб'єктом історії виступає колектив — народ, нація, або, соціальна верства — наприклад, козацтво; ідеалізація видатних героїв, які є представниками нації, висловлюють її прагнення; художньо-емоційні методи пізнання, ірраціональний підхід, вчування в «дух епохи», інтуїція; відмова від універсалізму історичного процесу, основним полем дослідження для істориків-романтиків стає національна історія.
Таке утвердження цінностей героїчного минулого об'єктивно означало утвердження права України на національне відродження, пробуджувало почуття національної самосвідомості, ставило його на рівень найбільшої етичної цінності, сприяло усвідомленню необхідності національної окремішності як невідчужуваного права народу.

## Романтизм в Україні
Український романтизм охоплює період 20–60-х років XIX століття. Виникнення цього літературного напряму в Україні пов'язане з публікацією в 1827–28 pp. творів П. Гулака-Артемовського «Твардовський» і «Рибалка», з появою «Малоросійських пісень» М. Максимовича в 1827 р., а також створенням літературного гуртка І. Срезневського в Харківському університеті наприкінці 20-х pp. Українські романтики мали кілька своїх осередків: у Харкові діяли Л. Боровиковський, А. Метлинський, М. Костомаров; у Львові — М. Шашкевич, І. Вагилевич, Я. Головацький («Руська трійця»), М. Устиянович; у Києві — кирило-мефодіївці М. Костомаров (яким переїздить з Харкова), Т. Шевченко, П. Куліш.
Романтики виступали проти нормативності класицистичного мистецтва, проти його канонів та обмежень. Як новий тип свідомості й ідеології, що охопив різні напрями людської діяльності (історію, філософію, право, політичну економію, психологію, мистецтво), романтизм був пов'язаний із докорінною зміною всієї системи світоглядних орієнтацій і цінностей.
Романтики виходять за межі поширених в українській літературі бурлесків і травестій, вони по-справжньому першими починають вести мову в серйозному та поважному дусі. Один з піонерів українського романтизму П. Гулак-Артемовський писав, що вирішив у своїх баладах «спробувати, чи не можна малоросійською мовою передати почуття ніжні, благородні, піднесені, не примушувати читача чи слухача сміятись, як від “Енеїди” Котляревського і від інших, з тією ж метою писаних віршів». Романтики утвердили в українській літературі нові жанри: балада|баладу, історичну й ліро-епічну поему, думу й медитацію, трагедію й драму, громадянську й інтимну лірику. Вони розширили проблематику літератури, дали поштовх розвиткові художньої фантазії та умовних засобів, виступили на захист творчої особистості й усього народу.
Український романтизм висунув Тараса Шевченка. Заслуга романтизму — у відкритті народної поезії України, її минулого. Український романтизм відіграв величезну роль у дослідженні національної історії. Здобуток цього літературного напряму є також формальним. Зокрема, удосконалюються віршові форми, особливо — у поезії Т. Шевченка. Але найважливішою рисою та заслугою української романтики є, на думку Д. Чижевського, те, що «вона свідомо поставила собі завдання утворити “повну літературу”, яка могла б задовольнити духовні потреби всіх кіл та шарів українського суспільства».

## Живопис
Засновником романтизму в живописі вважають іспанця Франсіско Гою.

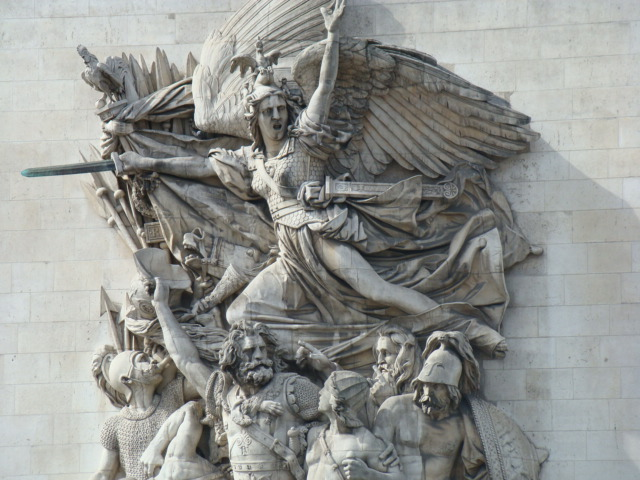
Франсуа Рюд. Виступ добровольців на захист батьківщини (Марсельєза), 1833. Тріумфальна арка, Париж

Найпослідовніші позиції романтизму виробили митці Франції. Саме там до болю гостро відчувався розрив між гуманістичним ідеалом та жорстокою дійсністю країни, що вела безкінечні війни, страждала від нівелювання особистості і практичного винищення молодого покоління у військових авантюрах Наполеона, розчарування у частих змінах політичної влади і відсутності перспектив стабільності. Романтизм Франції (на відміну від інших національних шкіл) мав також патріотичну, суспільну складову, яку яскраво втілили Теодор Жеріко в картині-спротиву «Пліт Медузи» та Ежен Делакруа — в картинах «Свобода, що веде народ» та «Винищення греків турками на Хіосі» («Різанина на Хіосі»). Унікальним явищем французького і європейського романтизму став барельєф «Марсельєза» на Тріумфальній арці в Парижі (скульптор — Франсуа Рюд).
Лише з часом патріотична складова французького романтизму зійшла нанівець, а митці перейшли на позиції індивідуального спротиву брутальній дійсності (Ежен Делакруа, Альфред Мюссе, Жорж Санд, Стендаль, Віктор Гюго, в Британії — Джордж Гордон Байрон та ін.)
Дещо хворобливі форми мав романтизм Британії, де відомі його представники зосередились на відтворенні фантастичних чи фантасмагоричних картин розпаленої свідомості (Вільям Тернер, Генрі Фюзелі, Вільям Блейк, частково Джон Констебл).
Європейські митці романтизму:
- Ан-Луї Жіроде де Русі-Тріозон
- Ежен Делакруа, живопис і літографії
- Теодор Жеріко
- Антуан Жан Гро
- Франсіско Гоя, пізні твори
- Кіпренський Орест Адамович
- Артур Гроттгер
- Айвазовський Іван Костянтинович
- Брюллов Карл Павлович (портрети)
- Джон Констебл
- Вільям Тернер
- Вільям Блейк
- Каспар Давид Фрідріх
- Отто Рунге
- Карл Шпіцвег

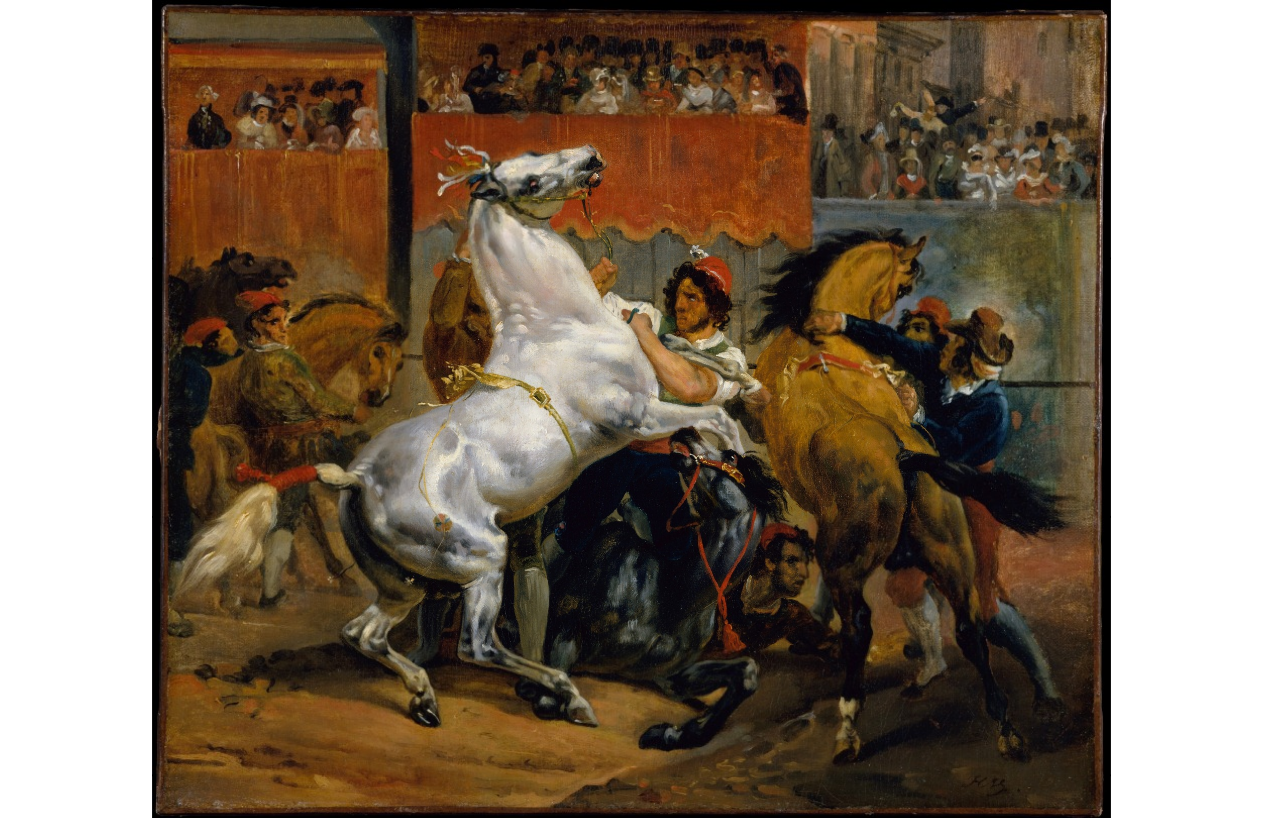
Орас Верне. «Перегони вільних коней на карнавалі в Римі», 1820 р., Музей мистецтва Метрополітен, США
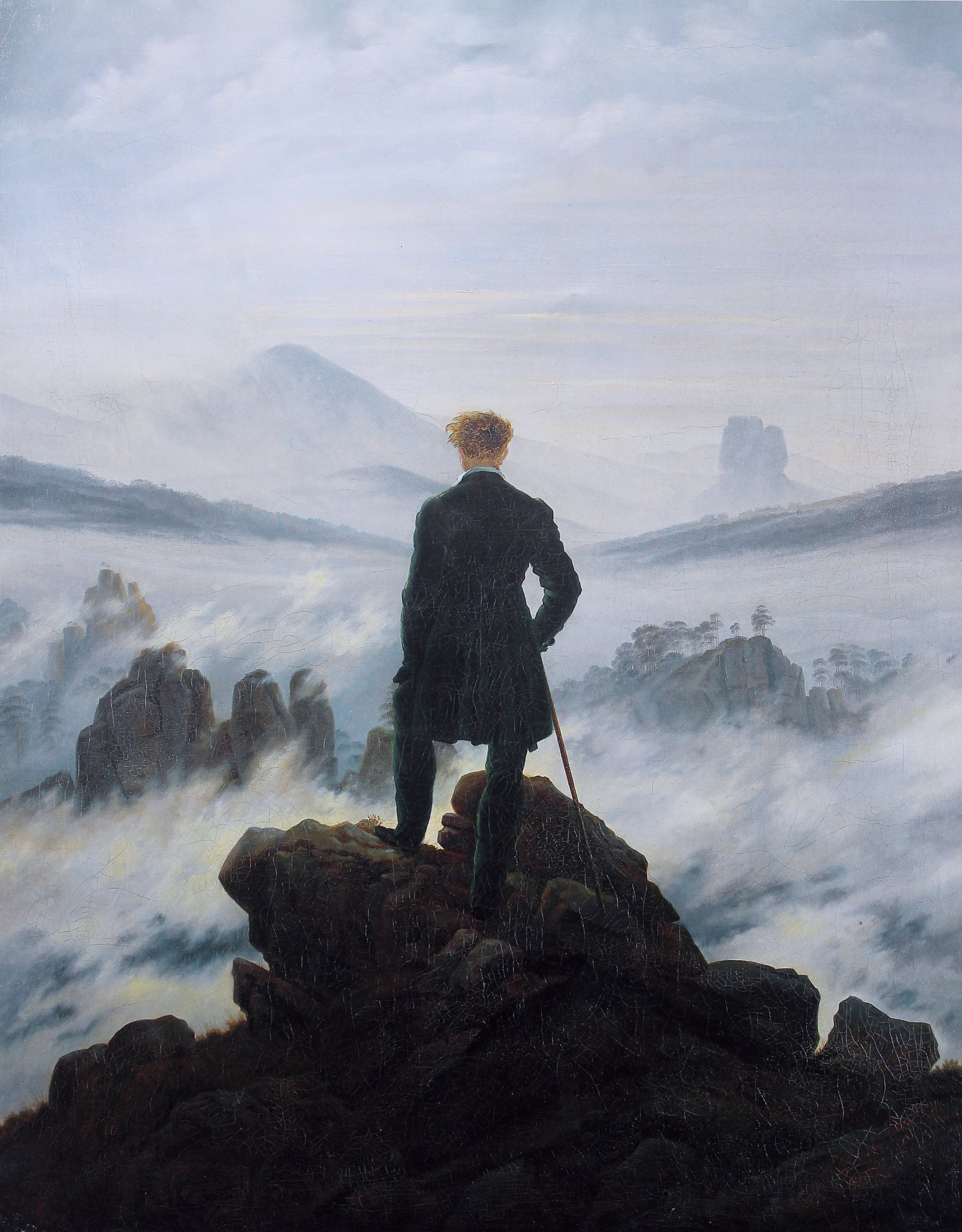
Каспар Давид Фрідріх, Мандрівник над морем туману, 1818, полотно, олія, Кюнстхол Гамбурга
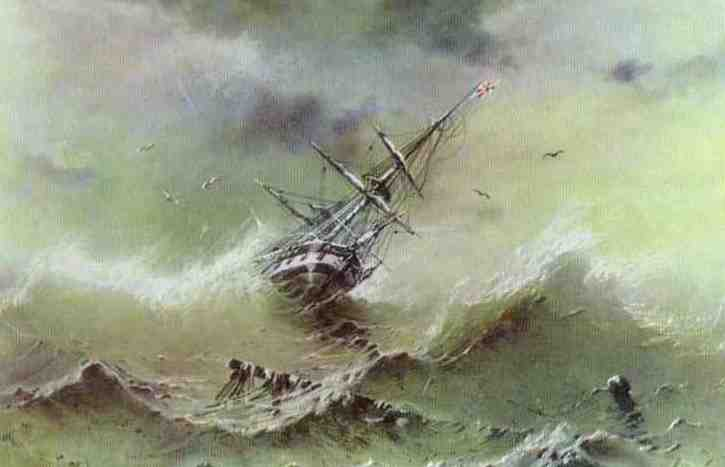
І.К.Айвазовський, Шторм, 1854
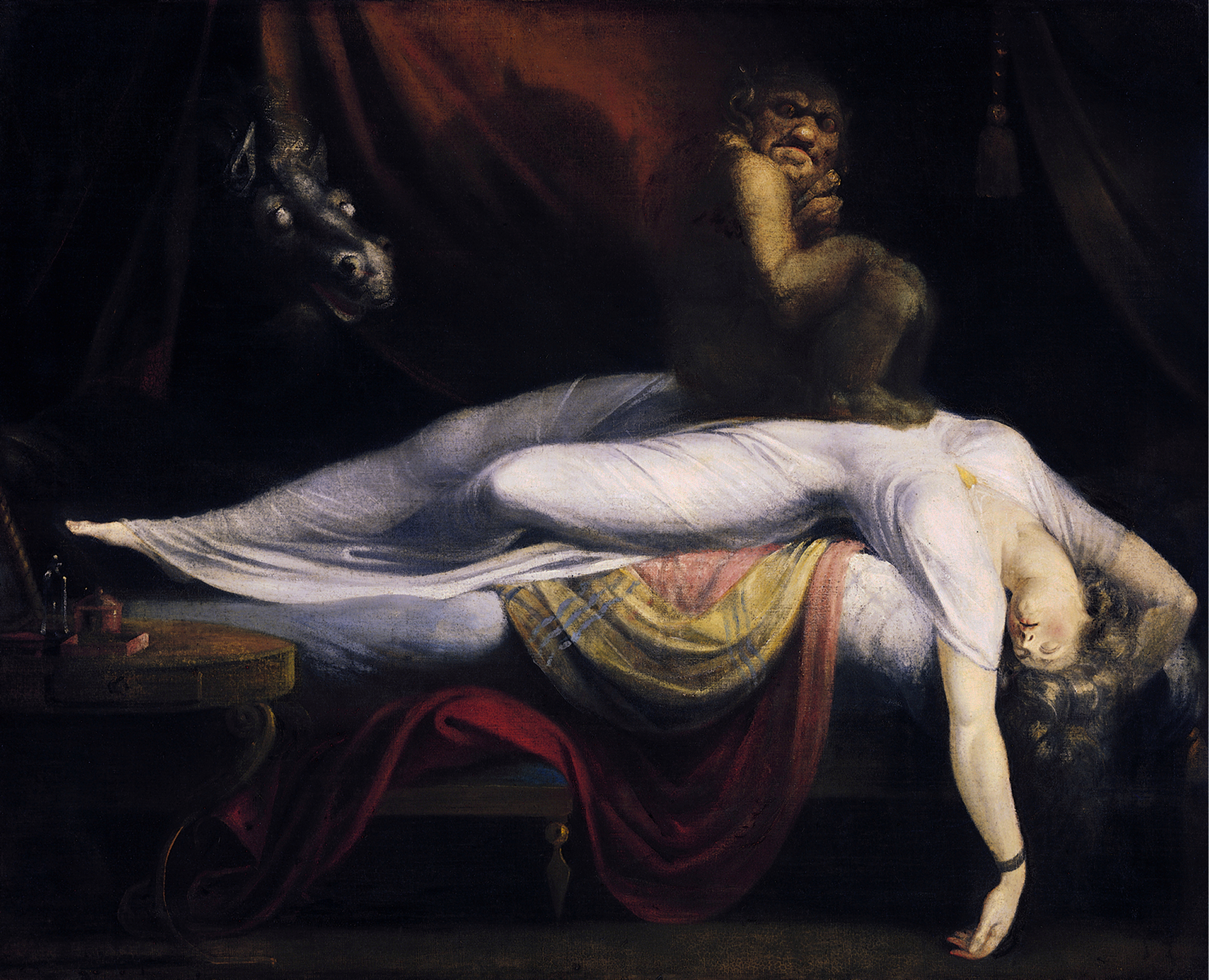
Генрі Фюзелі, Нічний кошмар, 1781, Детройт, Інститут мистецтв
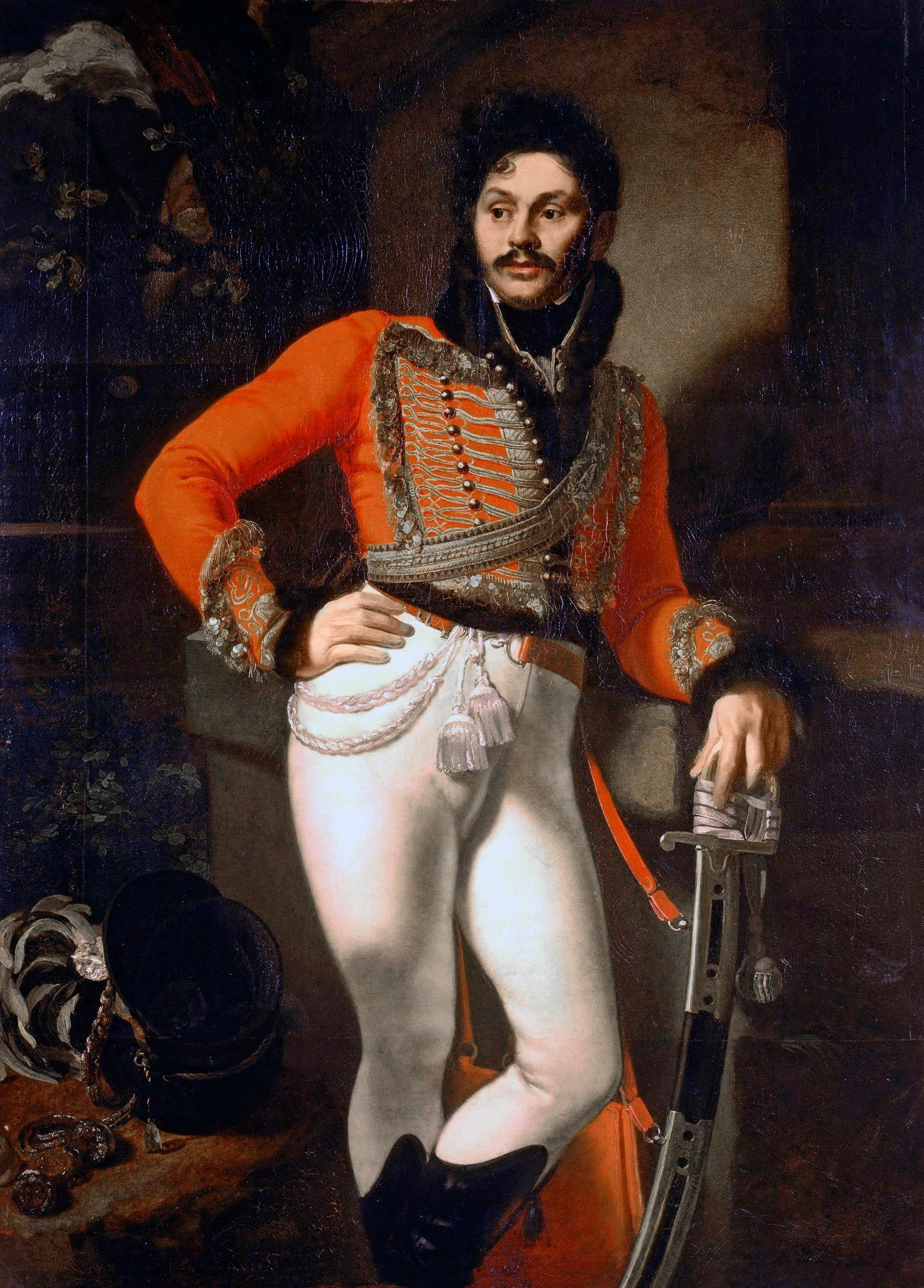
Кіпренський Орест Адамович, портрет Євграфа Давидова, 1809, Російський музей
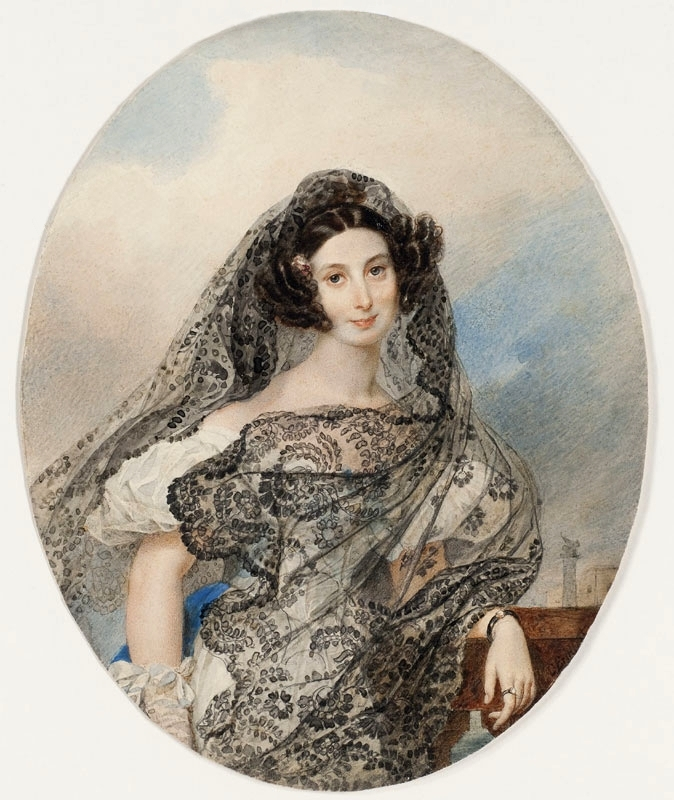
Брюллов Карл Павлович. «Портрет Джованіни Пачіні», 1831
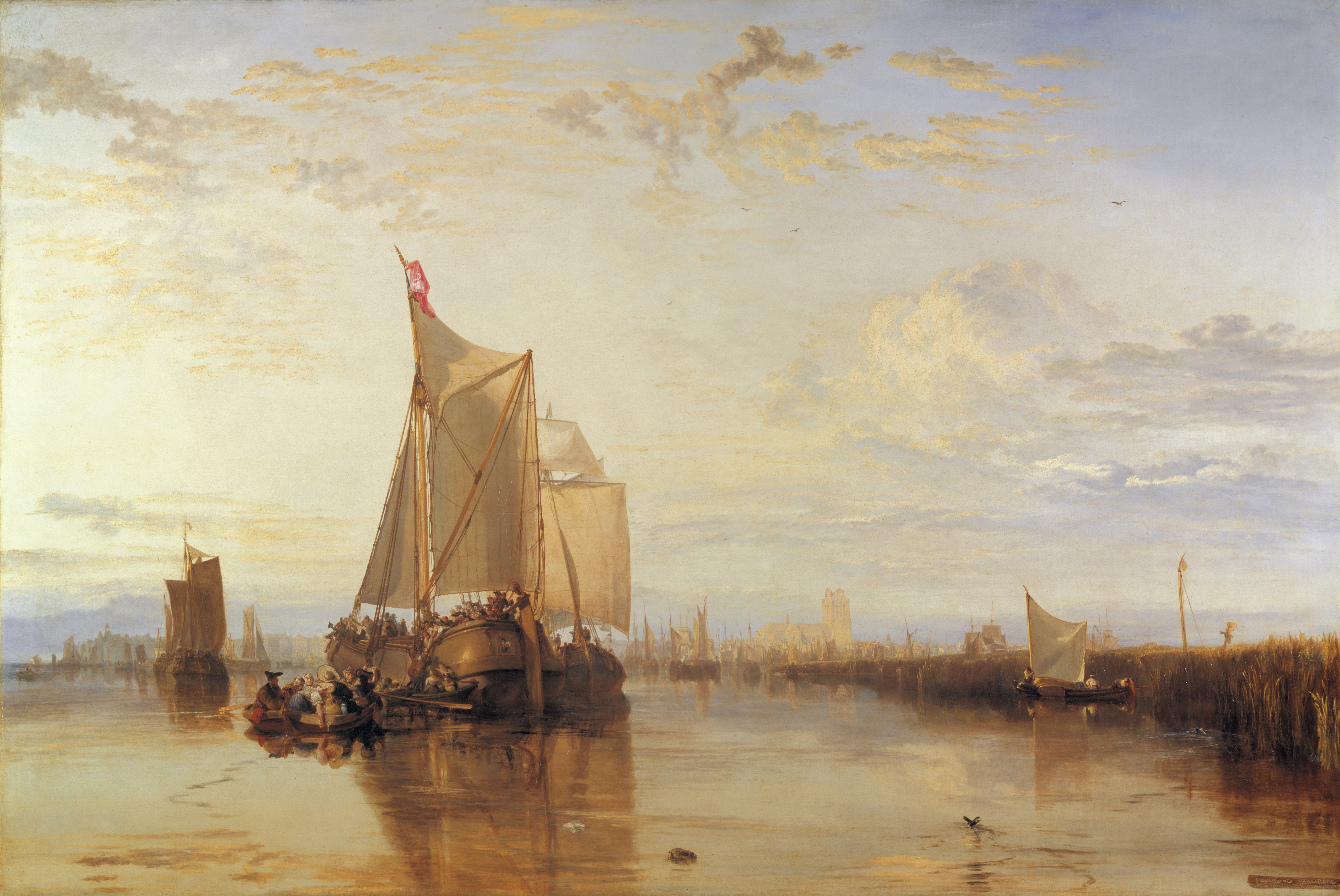
Вільям Тернер, Пакетбот з Роттердама, 1818 р.

## Докори художнику Енгру
Перші два десятиліття XIX ст. у Франції пройшли під впливом гучний політичних подій і відсунули на дальні місця події в мистецтві. Проголошення Наполеоном себе імператором, стрімке становлення Французької імперії, галасливі наполеонівські війни, поразки після захоплення земель у Західній Європі, поразка при Ватерлоо, остаточне усунення Наполеона від політики і відновлення-зміцнення давніх, ще феодальних монархій, сотні тисяч померлих і скалічених — мало в яке століття відбулося стільки приголомшливих подій, що принесли стільки розчарувань і зневіри.
В аристократичне мистецтво лише наприкінці 1810-х років прийшло деяке заспокоєння і відновилась практика салонів. Сенсацією для свого часу було оприлюднення книги Франсуа Мьєля «Салон 1817 року», що було свідоцтвом відновлення мирного життя. Народилась мистецька течія романтизм. Це лише додало пістрявості в і без того пістряву картину паризького художнього життя, де публіка і художники розділились на прихильників старого класицизму, помертвілого без імператора наполеонівського ампіру, пристрасних прихильників романтизму з його відродженням неоготики і середньовіччя. Ежен Делакруа із гнівом писав про численних учнів Жака-Луї Давіда, що натовпом кинулись прислужити відновленій династії Бурбонів, котра відправила у вигнання тисячі живих діячів нещодавнього минулого і революції 1789–1793 рр., адже серед вигнанців був і ідеолог цих численних учнів, сам Жак-Луї Давід…
Серед тих, хто подав власні твори на салон ще 1814 року був Жан-Огюст-Домінік Енгр, пристрасний прихильник класицизму і прагненням повернути його авторитет. Аналітик картин Франсуа Мьєль зневажливо поставився до його картин як і більшість тодішніх відвідувачів Салонів. Він писав — 
| Твір Енгра несе на собі підбиток таланта при фальшивій системі того, хто пішов хибним шляхом... Наївність малодосвіченості не позбавлена привабливості, але сама претензія на цю наївність у період, коли (класичне) мистецтво пройшло всі етапи власного розвитку, стало неприємним недоліком... Лише духом (своєрідного) сектантства можна пояснити таке засліплення. (Я) оплакую таке засліплення. Здригаюсь, бо бачу, як талант прагне попри все повернути мистецтво назад. |

## Романтизм у графіці

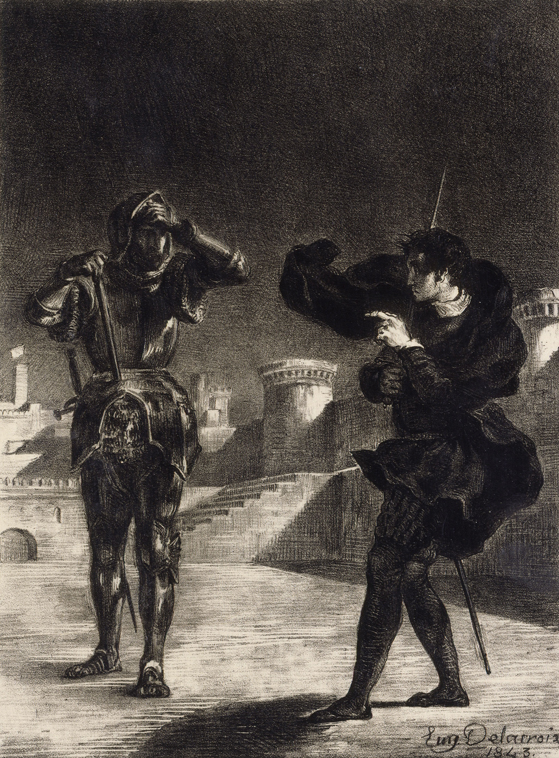
Е. Делакруа, Гамлет і Дух убитого батька, 1843, літографія
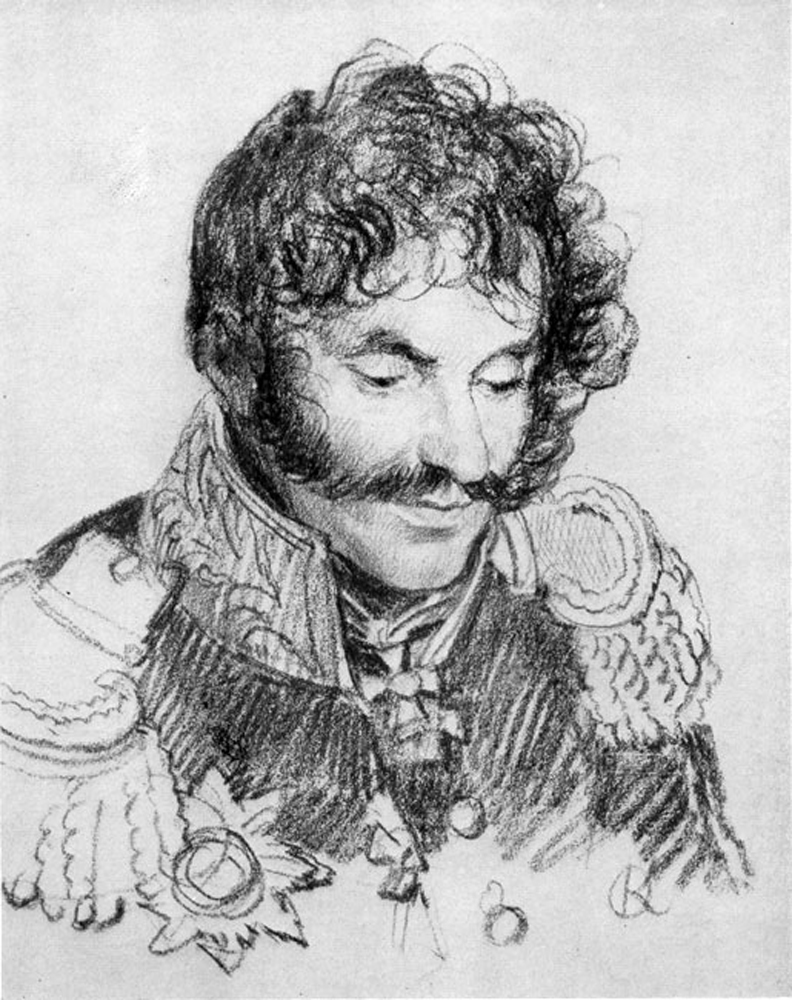
Орест Кіпренський, Чаплиц Юхим Гнатович, 1813
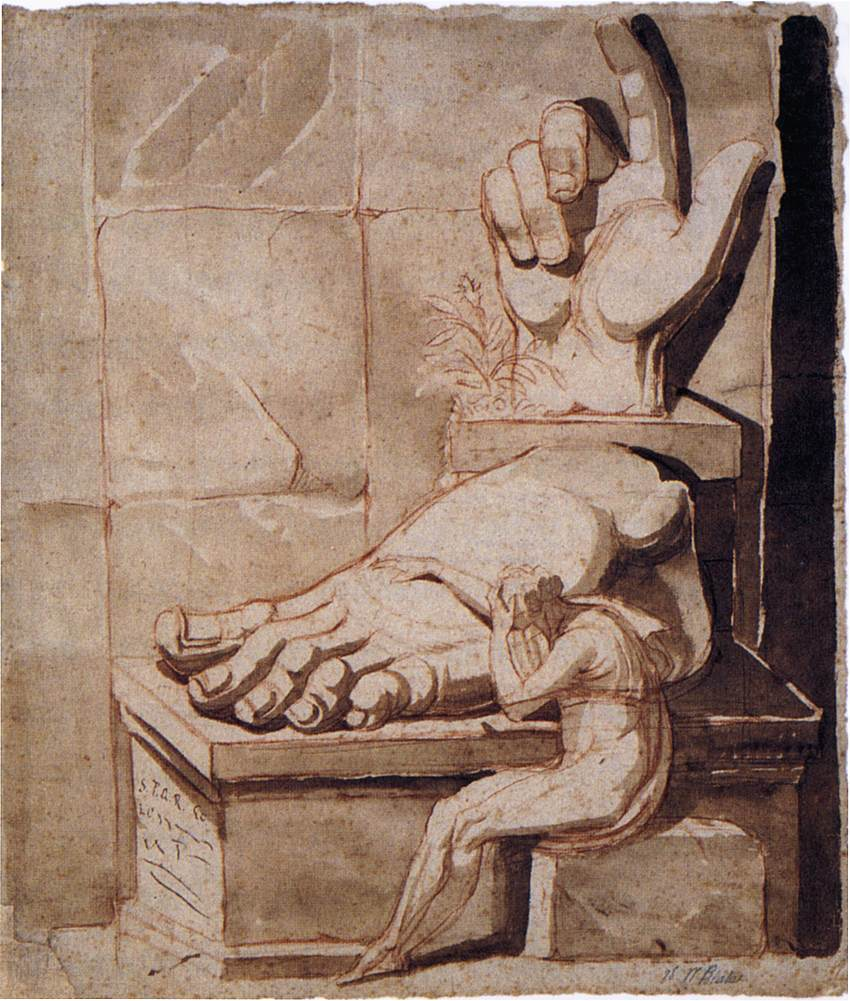
Генрі Фюзелі, Відчай художника перед величчю мистецтва античності, 1779, Цюрих, Швейцарія
Джон Констебл, Дощова злива на узбережжі Брайтону, 1827, Королівська академія мистецтв, Лондон
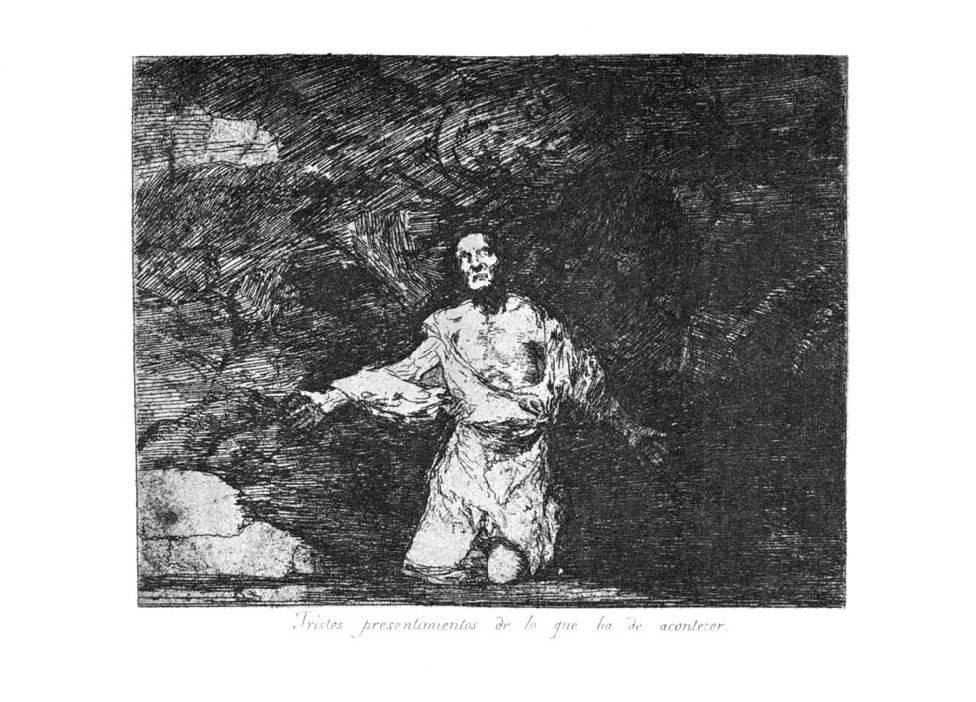
Гоя. Передчуття небачених катастроф, аркуш № 1, «Лихоліття війни»
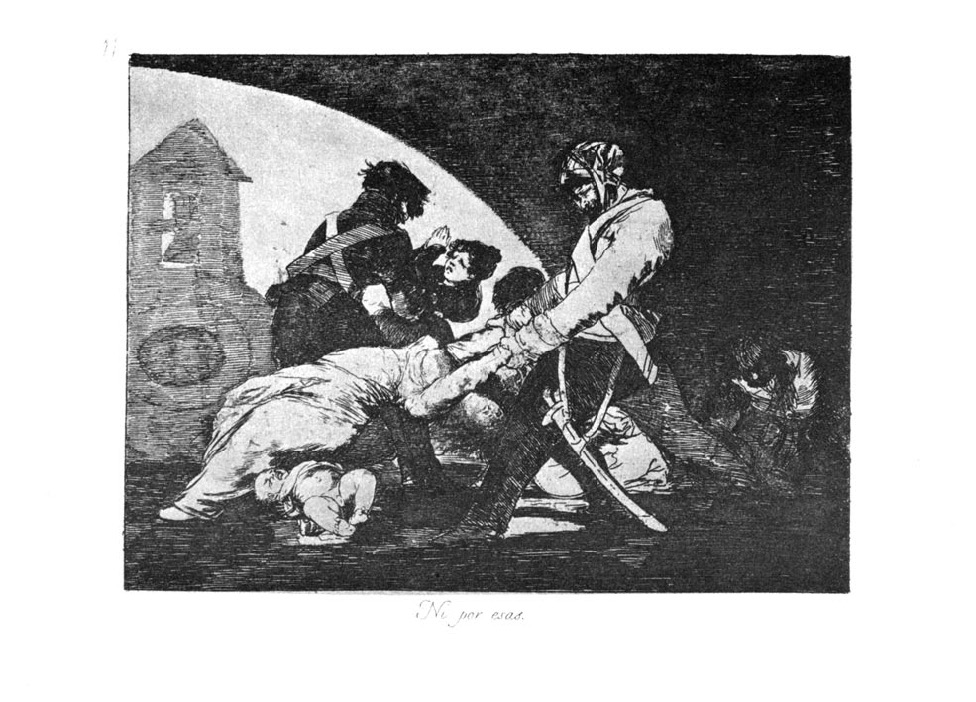
Гоя. Французи ґвалтують іспанських жінок, аркуш № 11, «Лихоліття війни»
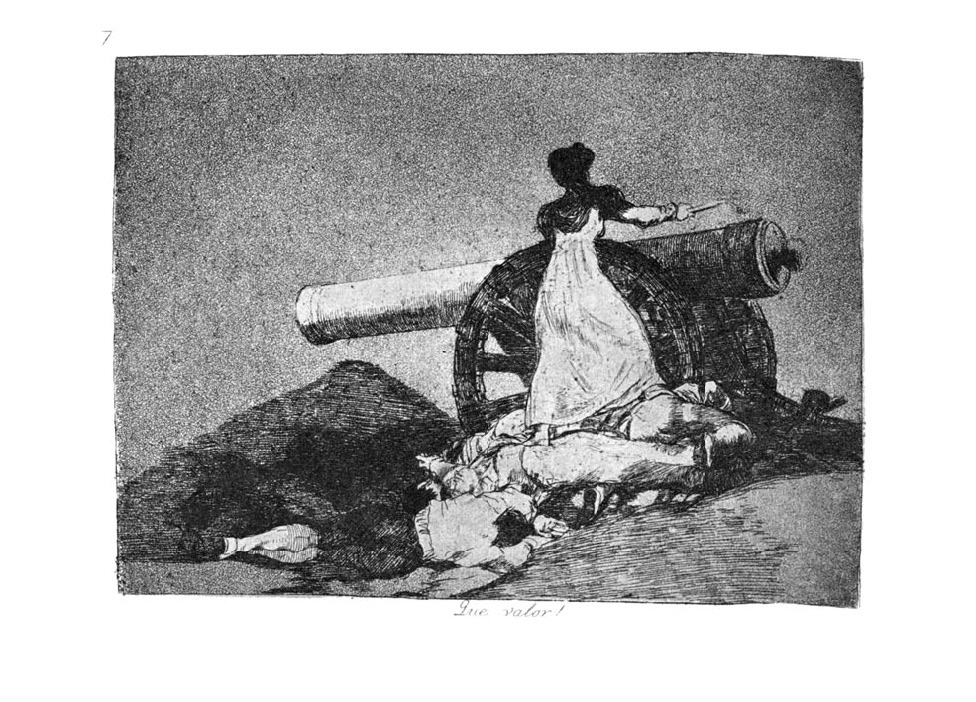
Гоя. Яка мужність, аркуш № 7, «Лихоліття війни»
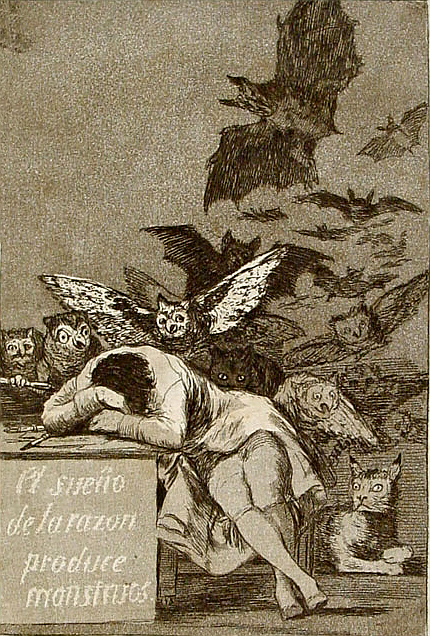
Гоя. Сон розуму породжує чудовиська, серія «Капрічос»

## Романтизм у музиці
Музичний романтизм, як художній напрямок, постав на початку XIX століття під впливом раннього німецького літературно-філософського романтизму (Ф. В. Шеллінг, Жан Поль та ін.); надалі розвивався в тісному зв'язку з різними течіями літератури, живопису і театру.
Властива романтизму індивідуалізація образів, увага до почуттєвого світу сприяла появі нових прийомів формоутворення та засобів музичної виразності. Композитори-романтики повертаються до програмності, що в свою чергу сприяє індивідуалізації, конкретизації музичних образів. В оперному жанрі розвивається лейтмотивна система, а також тяжіння до наскрізної драматургії. В симфонічному жанрі спостерігається тенденція до запровадження великих складів оркестру із застосуванням видових інструментів, розширення ролі духових та ударних. Разом із тим більшої ваги набувають жанри мініатюри — прелюдій, програмних творів малої форми.
Зв'язок романтизму з національним відродженням ряду країн у музиці знайшов прояв у посиленні інтересу композиторів до музичного фольклору своїх народів і його імплементації в жанри європейської музики. Завдяки цьому інтересу на музичну арену виходять самобутні національні композиторські школи, серед яких польська (Ф. Шопен, С. Монюшко), чеська (Б. Сметана, А. Дворжак), угорська (Ф. Ліст), пізніше норвезька (Е. Гріг), іспанська (І. Альбеніс), фінська (Я. Сібеліус). Частково в руслі романтизму проходило становлення української та російської композиторських шкіл.
Тяжіння до індивідуалізації та пошуки експресії спонукали композиторів до використання дисонантних співзвучностей, ускладнення ладо-гармонічної системи, що до початку XX століття підготувала ґрунт до цілковитої відмови від тональної системи багатьох композиторів наступної епохи.

композитори романтичної доби
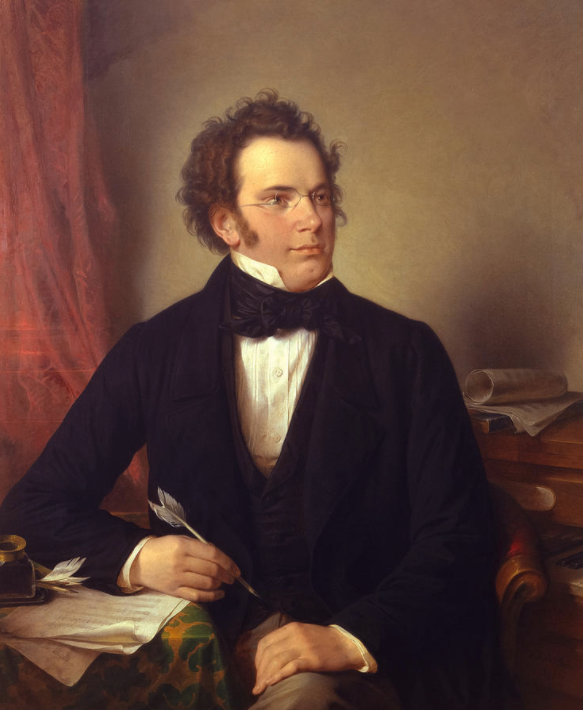
Ф. Шуберт
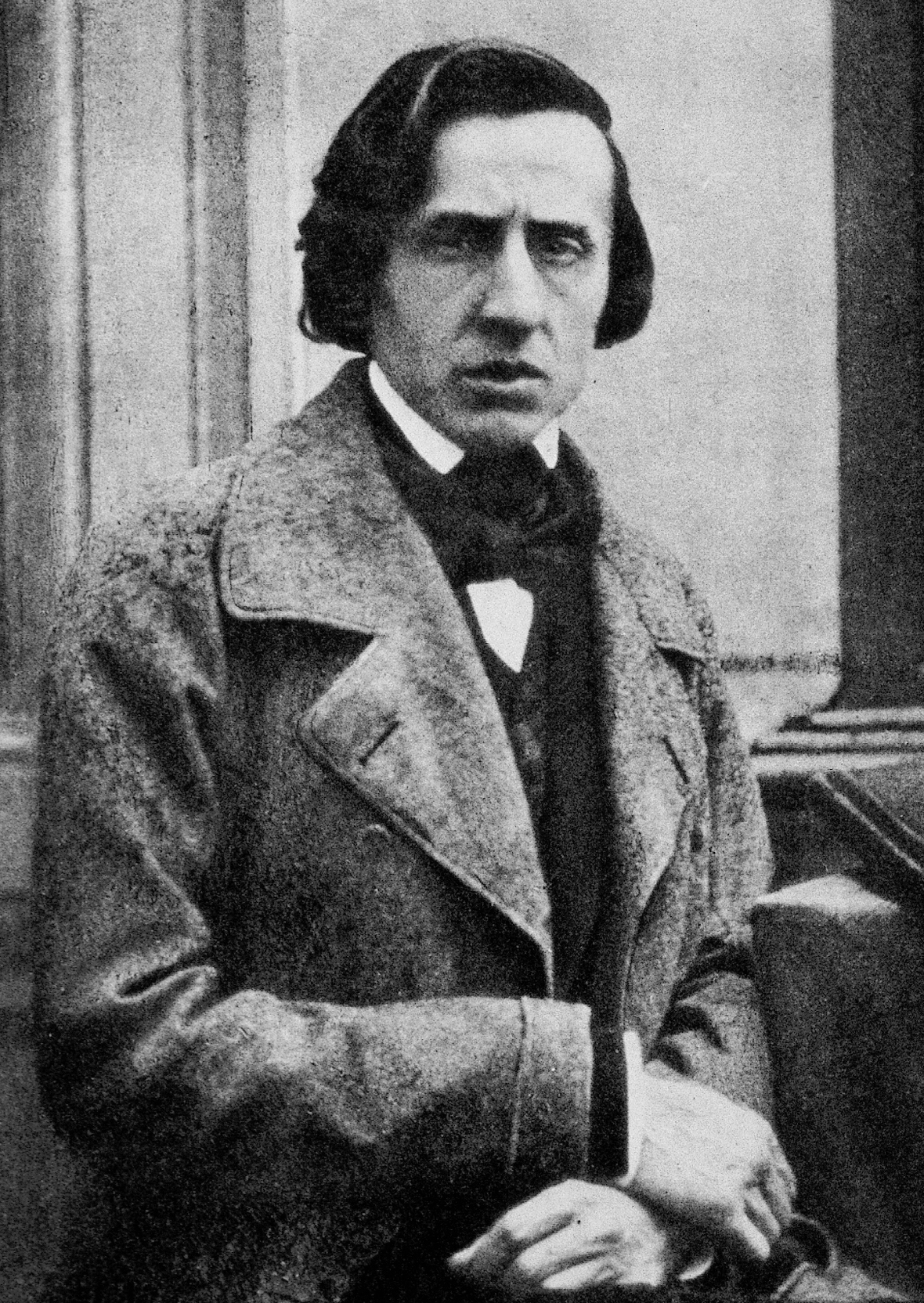
Ф. Шопен
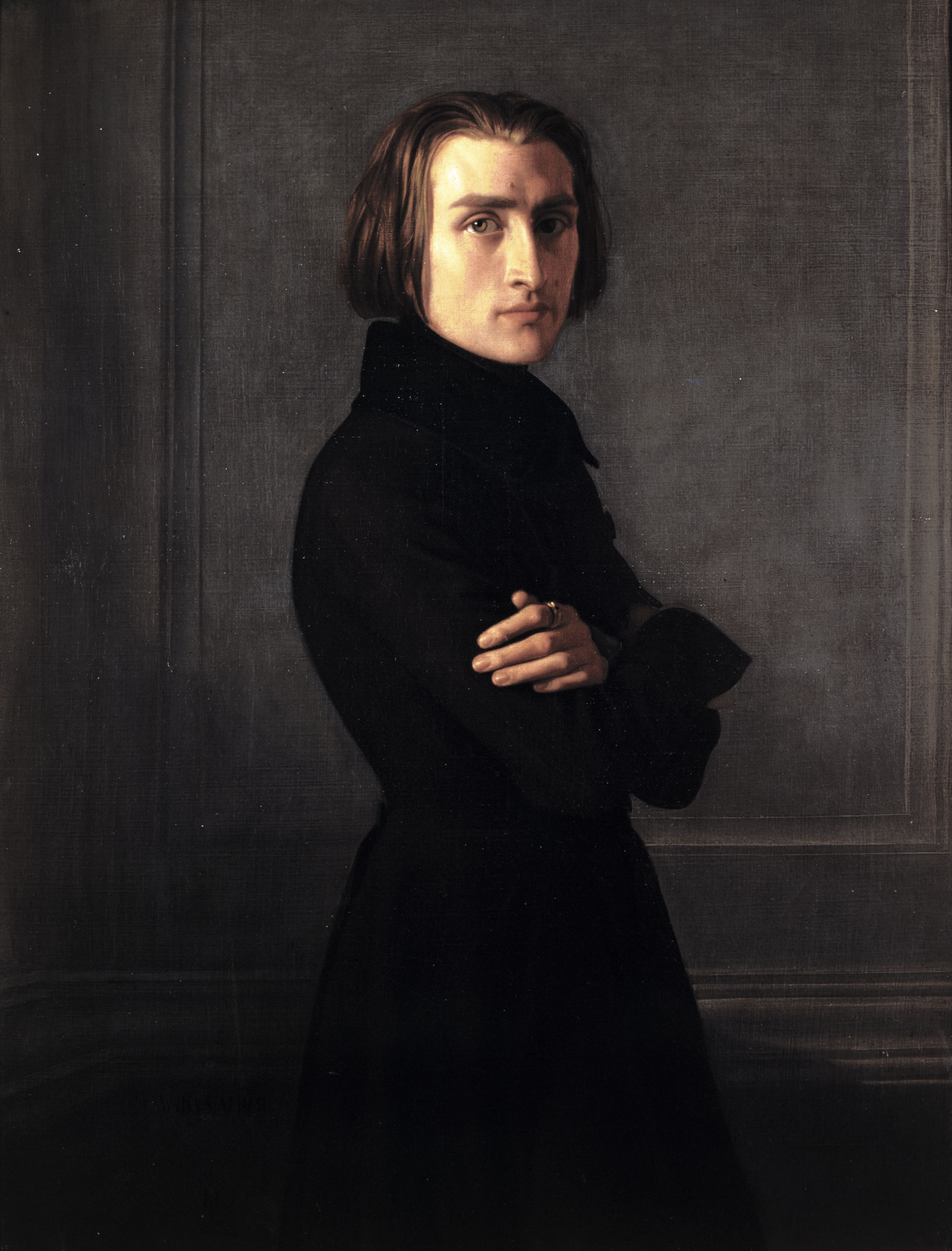
Ф. Ліст
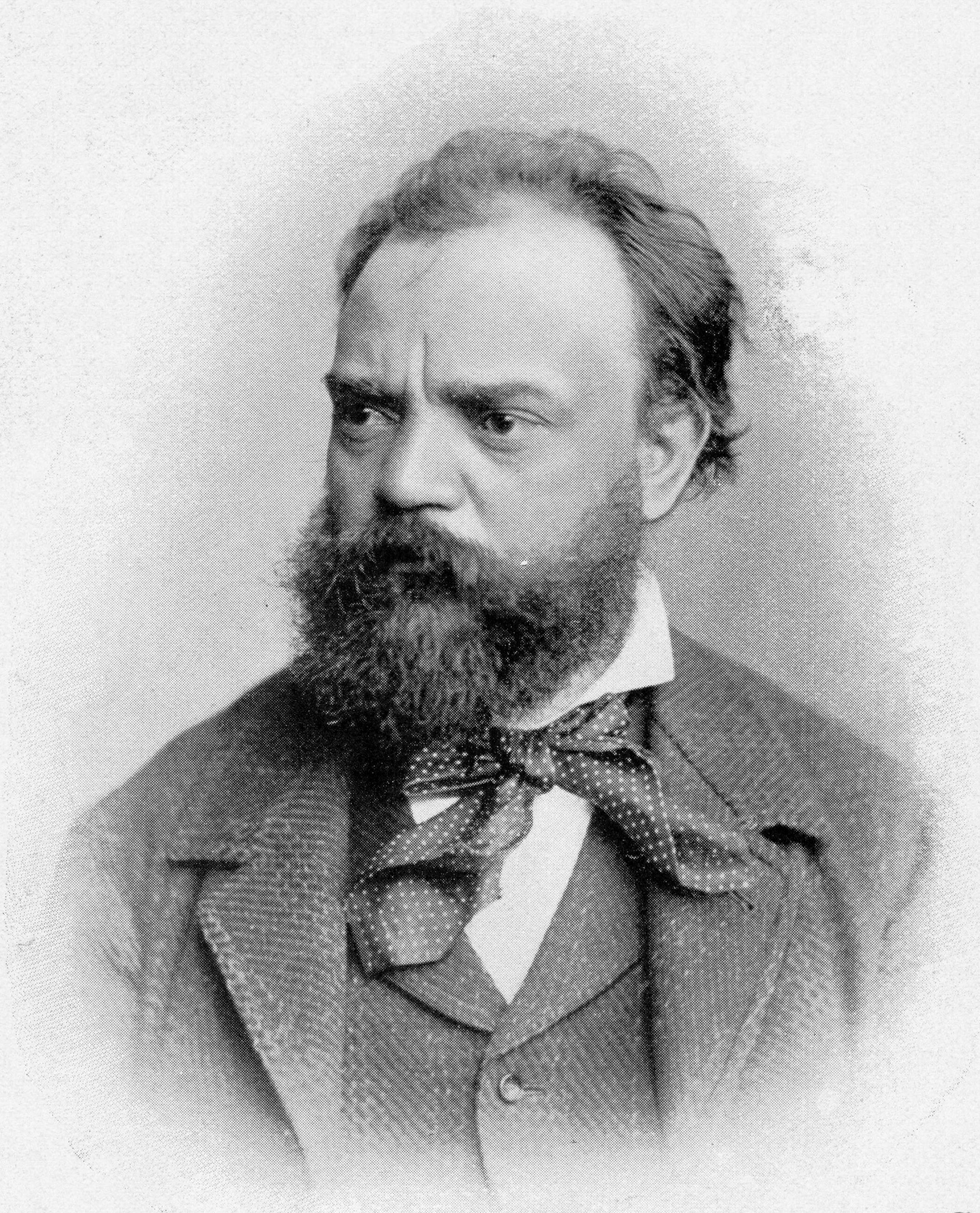
А. Дворжак
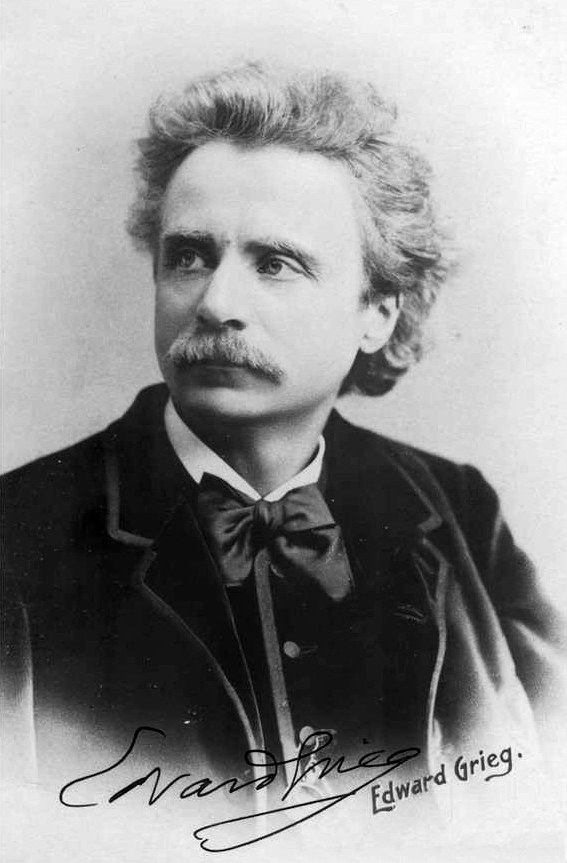
Е. Гріг

## Театр епохи романтизму
Драматурги нового напряму прагнули зображувати людські почуття, тому стиль театральних постановок було змінено. Відмовилися від єдності події, часу й місця, від пишних декорацій (оскільки теоретики театру вважали, що глядач не ототожнює події на сцені з реальним життям і повірить акторові, навіть якщо той не перебуватиме серед дорогих декорацій). Декламація й наспіви були замінені на просту розмовну мову.
Передмова до твору «Кромвель» Віктора Гюго (1827 р.) містить у собі правила нового театру. Гюго одним із перших зображував у своїх п'єсах нетипового героя.
Альфред де Мюссе працював у жанрі ліричної комедії. Якщо Гюго робив акцент на подіях, то Мюссе цікавила духовна рефлексія героя. Гюго змінював місце події по актах, Мюссе — по сценах та картинах, що було важко втілити в життя.
Автором 66 п'єс є Александр Дюма-батько.
Огюстен Ежен Скріб у своїй творчості утверджував здоровий глузд, його герої є прагматиками.
В Англії Джордж Ноель Ґордон Байрон («Каїн», «Манфред») і Персі Біші Шеллі (трагедія «Ченчі») не писали п'єс для широкої публіки, орієнтувалися на читача. Характерної особливістю їхніх героїв, одинаків-бунтарів, є відчай і песимізм.
Німецький театр представляють Август Вільгельм Шлегель (теоретик, творець «шекспірівського культу»), Генріх фон Клейст, Ернст Теодор Амадей Гофман та Людвіг Йоган Тік.

## Романтизм в інтер'єрі
Романтизм в інтер'єрі — зародився в кінці XVIII — початку XIX століть у європейських країнах. Бере свій початок у будинках аристократів і знаті, чим і пояснюються такі риси стилю, як вигадливість ліній, поєднання легкості, стійкості та витонченості. Головним призначенням стилю романтизм в інтер'єрі є створення відокремленої, а саме інтимної обстановки. Характерними рисами виступають витонченість ліній, готичність форм прорізів, арки, дикий камінь, фольклорний декор.
Можна сказати, що романтизм в інтер'єрі- відлуння віршів і полотен, створених в період боротьби з «холодним» класицизмом. У XIX ст. ця течія в мистецтві підняла бунт яскравих емоцій, фантазій, натхнення.

## Романтизм в архітектурі

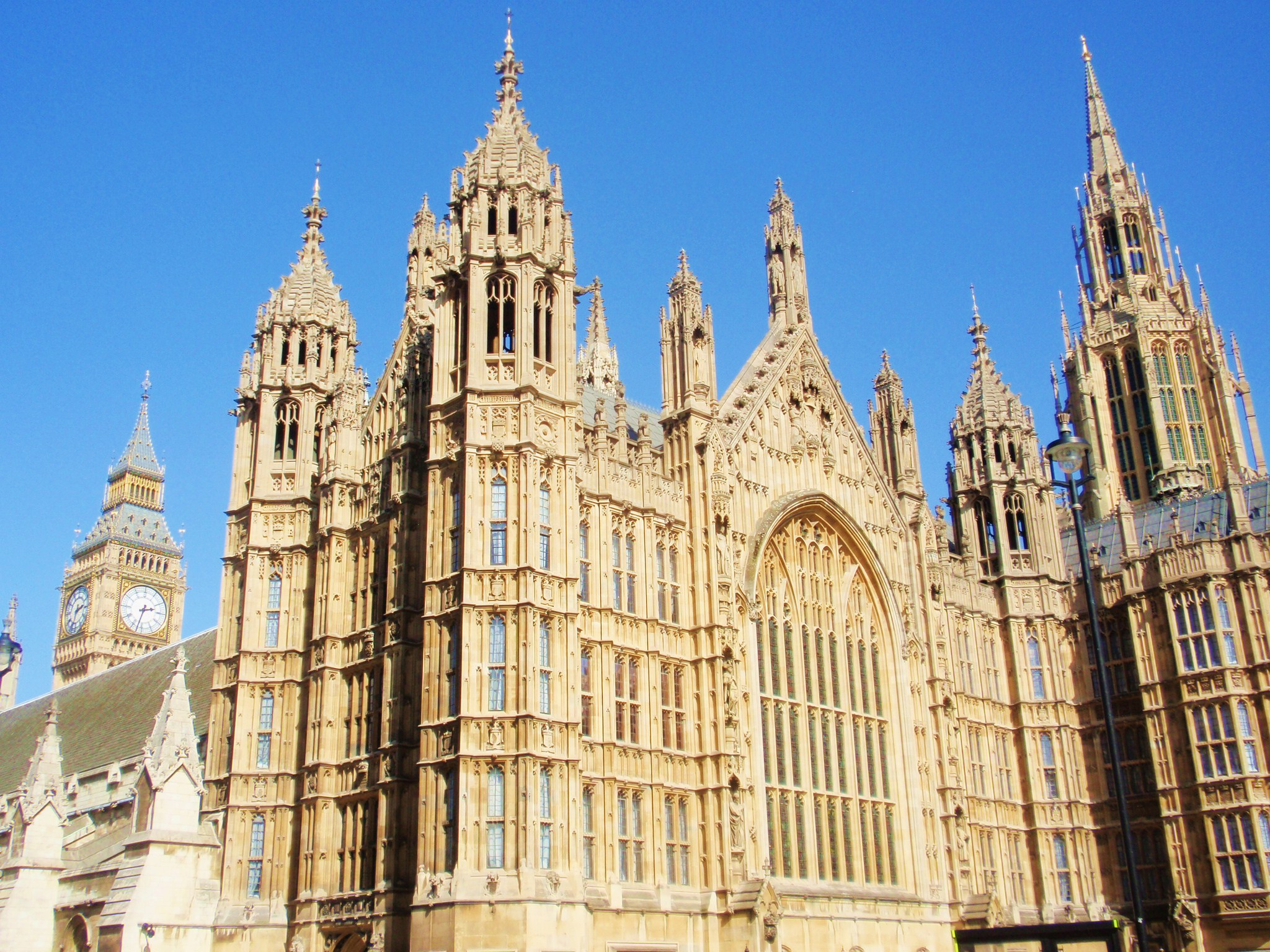
Вестмінстерський палац у Лондоні — найвідоміша в світі споруда в неоготичному стилі

В архітектурі романтизм не виробив єдиного стилю. Йдеться швидше про сукупність «романтичних» стилів, притаманних добі. В Британії це насамперед неоготика, на континенті — «романтичний історизм», неогрек, неоренесанс та неовізантійський стиль. Певною мірою усі ці стилі всередині XIX сторіччя були переосмислені у дусі академізму, внаслідок чого перехід від романтизму до академізму відбувався менш конфліктно, аніж у живописі та літературі.

## Нерівномірність розвитку

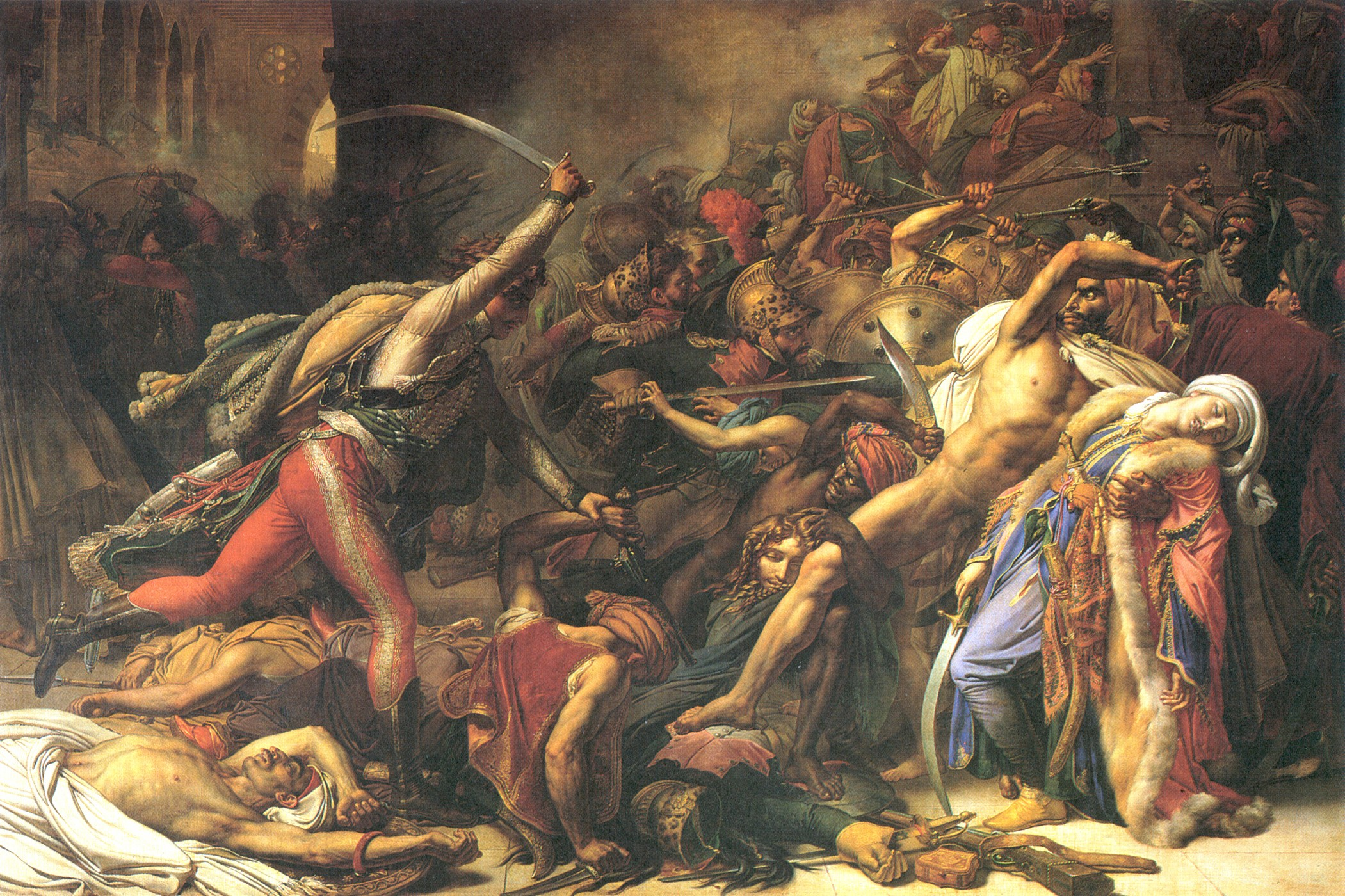
Ан-Луї Жіроде, «Придушення французами повстання в Каїрі 26 жовтня 1798», 1810, Версаль

Дослідження романтизму виявили нерівномірність розвитку різних видів мистецтва. Значними були і національні розбіжності стилю. Не існувало також єдиного центру романтизму, як це було в Римі — визнаному центрі бароко Європи XVII століття. А відомі митці романтизму живуть як в столичних містах (Париж, Лондон), так і в країнах, що не були значними мистецькими осередками на той час (Російська імперія, США, Бельгія, Угорщина, Польща).

### Етапи та течії
Літературу романтизму поділяють на такі етапи та течії:

#### Ранній романтизм
(кінець XVIII — початок XIX ст.)
Першу хвилю утворили наполеонівські війни та період Реставрації. В Англії це творчість поетів Дж. Г.Байрона, Персі Біші Шеллі, Дж. Кітса, Вальтера Скотта, у Німеччині — майстра сатиричної прози Ернста Теодора Амадея Гофмана і лірика Генріха Гейне.
Риси, притаманні цьому періоду, — універсалізм, прагнення охопити буття в його повноті, тісний зв'язок з філософією, тяжіння до символу й міфу як найбільш адекватних форм художнього вираження, розлад з дійсністю.

#### Зрілий романтизм
(20–40 рр. XIX ст.)
Друга хвиля розпочалася після Липневої революції у Франції та після повстання у Польщі. Найкращі твори в цей час пишуть у Франції Віктор Гюго, Ж. Санд, Олександр Дюма; у Польщі — Адам Міцкевич, Юліуш Словацький; в Угорщині — Шандор Петефі. У цей період романтизм широко охоплює живопис, музику, театр.

#### Пізній романтизм
(Після революції 1848).
У цей період романтизм набуває якостей демонізму.

### Течії романтизму

#### Народно-фольклорна
Це — течія початку XIX ст., орієнтована на фольклор та народно-поетичне мислення. Представники цієї течії збирали народну поезію й черпали з неї мотиви, знаходили в ній архетипи своєї творчості. Їх приваблювала простота поетичного вислову, мелодійність народної поезії.

#### «Байронічна»
Представники — Дж. Байрон, Г. Гейне, А. Міцкевич, О. Пушкін, М. Лермонтов та ін. Своє завершене втілення течія отримала саме у творчості Байрона, тому й дістала таку назву. Її особливості — розчарування і меланхолія, депресія, «світова туга». Ці негативні емоції стали провідними ліричними мотивами, що визначали емоційну тональність творів.

#### Гротескно-фантастична, або «гофманівська»
Основна риса цієї течії (названої за іменем її найвідомішого представника, А.Гофмана) — перенесення романтичної фантасмагорії до сфери повсякденного життя, тобто побуту, їх переплетення, внаслідок чого убога сучасність постала у примхливому гротескно-фантастичному висвітленні.

#### Утопічна течія
Набула значного розвитку у літературі 50–60-х рр. XIX ст.; представниками її були Віктор Гюго, Жорж Санд, Генріх Гейне. Утопічна течія була ніби протиставленням до «байронічної», оскільки проповідувала оптимістичний погляд на життя, його перспективи, переносила акцент з критики на ствердження позитивних тенденцій і цінностей життя.

### Розвиток за країнами
У Франції найкращі досягнення зроблені в живописі та літературі. А французька музика романтизму значно зміцнила свої позиції після прибуття в Париж емігранта з підросійської тоді Польщі — Фредеріка Шопена (1810—1849).
Романтизм в Німеччині мав досягнення у філософії і, частково, в живописі, де розвинулись споглядальні, меланхолійні чи містичні настрої окремої особистості наодинці з величчю природи, з уламками величного минулого, з непізнаванністю смерті чи Бога (меланхолійні портрети Отто Рунге, світські, нецерковні одинаки Каспара Давіда Фрідріха, заглиблені в минуле персонажі Шпіцвега). В німецькому романтизмі годі й шукати суспільно-політичну складову, притаманну французьким митцям. «Ми можемо в цьому світі тільки меланхолійно чекати, тільки жити очікуванням полум'я майбутнього. Справжня дія — не в дійсності» — проголосив Тік у «Мандрах Франца Штернбальда». Думка, що життя особи може минути, а вона так і не дочекається «полум'я майбутнього», до Тіка так не дійшла. Невідомо також було, навіщо цьому «полум'ю майбутнього» особи, нездатні на активні дії.
Романтизм у Російській імперії мав обмежений характер і найбільше виявив себе в живописі Ореста Кіпренського, в портретах Карла Брюллова та в літературі. Почесне і унікальне місце в літературі доби посів Михайло Лермонтов, в творах якого яскраве відтворення знайшли і богоборчі, і патріотичні, і осудливо-бунтарські позиції автора («Прощай, немытая Россия», «Люблю отчизну я, но странною любовью!», «Нет, я не Байрон, я — другой»).
Два найкращі представники романтизму в мистецтві Бельгії, яка щойно виборола державність, — Луї Галле в живописі та Шарль Де Костер в літературі. Через звертання до героїчного минулого Фландрії XVII століття обидва закликали сучасників до патріотичного служіння новоствореній країні, до пам'яті про героїв минулого. Але цього не було в романтизмі Британії, Німеччини, Польщі, що потонув в дріб'язкових проблемах індивідуалізму.

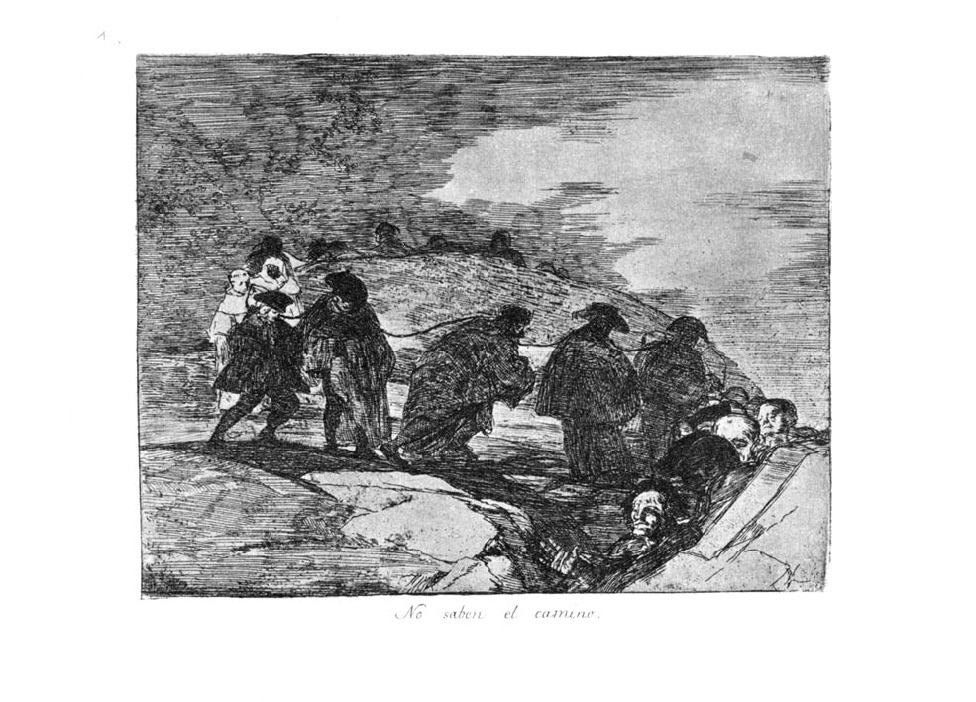
Гоя. Вони йдуть вперед, не знаючи шляху, аркуш № 70, «Лихоліття війни»

Пам'ять про минуле взагалі відігравала значну роль в настановах романтизму. Відмова від стилістики класицизму вимагала створення нової стилістики. Однак її створено не було, а в живописі почав домінувати бурхливий, нестримний рух персонажів, що нагадував призабуте бароко.
В архітектурі романтизм відбився в значній зацікавленості готикою. Показовою стали кампанія реставрації готичних споруд Віолле-ле-Дюком, перебудова в готичній стилістиці колишніх барокових соборів (ре-готизація). В добі романтизму корениться і стиль неоготики, що охопив декілька європейських країн і США, докотившись до початку XX століття, коли в Європі вже пройшла зміна декількох історичних стилів.
Пам'ять про минуле відігравала значну роль в настановах романтизму, але й ставлення до минулого було різним. Нещодавні війни і Європі і авантюри Наполеона викликали значну хвилю негативізму і розчарування. Постулат «Минуле було величним і прекрасним» підпав під нищівну критику. «Мені соромно брати участь в суспільному житті» — казав персонаж роману Сенанкура «Оберман», і його наслідувала більшість. Саме ця більшість була так травмована небезпеками реальності, що втратила здібність жити без відчаю, образ та страху. Панівні пригнічені настрої доби і відбило мистецтво романтизму.

## В Україні
Своїми ідеями і настановами, зокрема наголошуванням народності і ролі та значення національного у літературі і мистецькій творчості, романтизм відіграв визначну роль у пробудженні й відродженні слов'янських народів, зокрема українського. Першими виявами українського романтизму були: видана 1818 у Петербурзі «Грамматика малороссийского наречия» О. Павловського і збірка М. Цертелева «Опыт собрания старинных, малороссийских песней» з висловленими в них думками про глибоку своєрідність і самостійність української мови й української народної поезії. До виявів українського передромантизму зараховують також виданий у Москві 1827 збірник «Малороссийские песни» М. Максимовича і балади П. Гулака-Артемовського («Твардовський» і «Рибалка», 1827).
Український романтизм виник не так, як реакція проти не надто значного в українській літературі класицизму, а проти наявних у ній тоді бурлескних і травестійних традицій і розвинувся у великій мірі під впливом поглибленого вивчення народної творчості, з одного боку, та писань російських і польських романтиків — з другого. Зокрема чималий вплив на утвердження романтизму в українській літературі мали українські школи в російській і польській літературах.
В російській літературі провідними представниками української школи були не тільки захоплені українською екзотикою (природою, історією, народним побутом і творчістю) росіяни (К. Рилєєв, О. Пушкін, Ф. Булґарін), але й численні українці, що писали російською мовою (О. Сомов, М. Маркевич, Є. Гребінка й особливо М. Гоголь). Визначальними були українські теми й українські екзотичні сюжети також для творчості польської української школи — романтиків А. Мальчевського, Б. Залєського й С. Гощинського.

### Український романтизм
- Чудо в бароко та в романтизмі Новик, О. П.
- Дорошкевич О. 20 — 40-і роки в укр. літературі. І — II. К. 1922 — 24;
- Шамрай А. До початків романтизму, ж. Україна, X — XI. К. 1929;
- Харківська школа романтиків. Вступна ст., ред. і примітки А. Шамрая. І — III. X. 1930;
- Шамрай А. Харківські поети 30 — 40 років XIX ст.; харківська школа романтиків. X. 1930;
- Чижевський Д. Романтика. ЕУ 1. Мюнхен — НьюЙорк 1949;
- Чижевський Д. Іст. укр. літератури від початків до доби реалізму. Нью-Йорк 1956;
- Čiževski D. On Romanticism in Slavic Literature. s'-Ґравенгаґе 1957;
- Коцюбинська М. Поетика Шевченка і укр. романтизм. Зб. шостої наук. Шевченківської конференції. К. 1958;
- Волинський П. Теоретична боротьба в укр. літературі (перша половина XIX ст.). К. 1959;
- Нудьга Г. Два поети-романтики. Віктор Забіла — Михайло Петренко. Поезії. К. 1960;
- Матеріали до вивчення укр. літератури. Т. II. К. 1961;
- Пириходько П. Шевченко й укр. романтизм 30 — 50 pp. XIX ст. К. 1963;
- Шевельов Ю. З іст. укр. романтизму.
- Orbis Scriptus; Dmitrij Tschizevskij zum 70 Geburtstag. Мюнхен 1966;
- Волинський П. Укр. романтизм у зв'язку з розвитком романтизму в слов. літературах. К. 1963;
- Письм. Зах. України 30 — 50-их pp. XIX ст. К. 1965;
- Кирчів Р. Україніка в польських альманахах доби романтизму. К. 1965;
- Іст. укр. літератури у восьми тт. Т. II. К. 1967;
- Крижанівський С. і Ротач П. Визначний представник укр. романтизму. Левко Боровиковський: Повне зібрання творів. К. 1967;
- Укр. поети-романтики 20 — 40-их pp. XIX в. Із ст. І. Айзенштока, 1968;
- Вопросы романтизма в советском литературоведении. Библиографический указатель. 1856 — 1968. Ред. Н. Гуляев. Казань 1970;
- Luckyj G.S.N. Between Gogol' and Ševčenko. Мюнхен 1971;
- Ясь О. Романтизм і неоромантизм у компаративному світлі //  Український історичний журнал. —  2022. — № 6. — С. 159–172. https://www.academia.edu/96942530